# Reichsführer SS

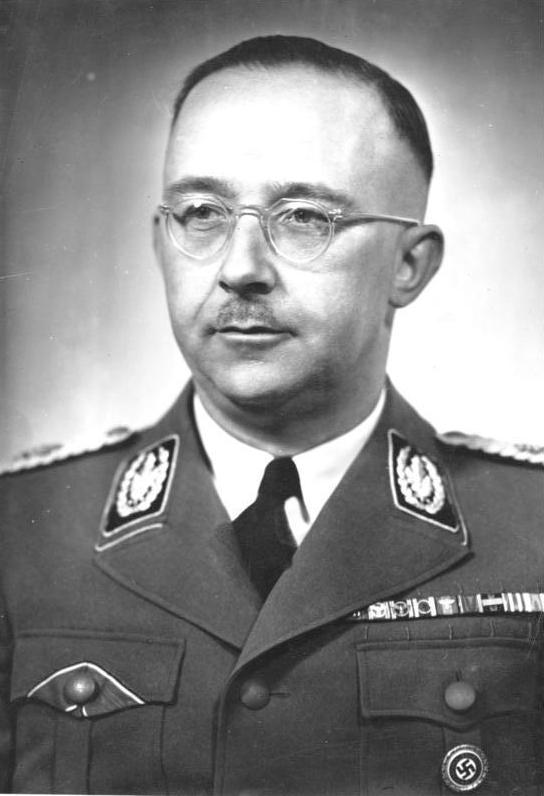
Heinrich Himmler (1942), von 1929 bis 1945 Reichsführer SS

Reichsführer SS oder auch Reichsführer-SS (kurz RfSS bzw. RFSS) war ab August 1934 der höchste Dienstgrad der Schutzstaffel (SS) in der Zeit des Nationalsozialismus, nachdem Heinrich Himmler von Adolf Hitler zunächst noch zum Reichsleiter SS ernannt worden und damit lediglich diesem unterstellt und verantwortlich war.

## Namensherkunft
Der Titel Reichsführer SS wurde offiziell 1926 in Anlehnung an den Reichs-SA-Führer eingeführt und bezeichnete den formal obersten Kommandeur der SS. In den Jahren 1925 und 1926 lautete der Titel des obersten SS-Kommandanten zunächst Oberleiter.
Zwischen 1926 und Spätsommer 1934 war die nachfolgende Bezeichnung Reichsstaffelführer in der Obersten SA-Führung, auch als Reichs-SS-Führer bekannt. Es handelte sich dabei um eine reine Dienststellen-Bezeichnung innerhalb der Obersten SA-Führung ohne jegliche Machtfunktion, da die SS zu dieser Zeit eine kleine Unterorganisation der Sturmabteilung (SA) war. Der jeweilige Reichsführer war in dieser Eigenschaft deshalb auch Angehöriger „im Stab des Obersten SA-Führers (OSAF)“.
Nach der Entmachtung der SA – dem sogenannten Röhm-Putsch am 30. Juni/1. Juli 1934 – ernannte Hitler die SS bereits am 20. Juli 1934 zur „eigenständigen Kampforganisation innerhalb der NSDAP“. Die SS war fortan eine von der SA unabhängige Organisation im nationalsozialistischen Deutschland und wurde in der Folgezeit zur einflussreichsten NS-Organisation ausgebaut.

## Personen
Insgesamt hatten fünf Personen die Leitung der SS als oberster Kommandeur inne, von denen vier diesen Titel trugen:
| Name             | Reichsführer SS                | SS-Nummer | Mitglied in der SS                                                                     | NSDAP-Nummer |
| ---------------- | ------------------------------ | --------- | -------------------------------------------------------------------------------------- | ------------ |
| Julius Schreck   | von 1925 bis 1926              | 5         | ab 4. April 1925 (Mitbegründer der SS)                                                 | 53           |
| Joseph Berchtold | von 1926 bis 1927              |           | kein Mitglied                                                                          | 964          |
| Erhard Heiden    | von 1927 bis 1929              |           | ab April 1925, Austritt im Januar 1929 (im selben Jahr aus allen SS-Listen gestrichen) | 74           |
| Heinrich Himmler | von 1929 bis 1945              | 168       | ab 8. August 1925                                                                      | 14.303       |
| Karl Hanke       | 29. April 1945 bis 8. Mai 1945 | 203.013   | ab 15. Februar 1934                                                                    | 102.606      |

## Chronologie

### Ab 1925
Julius Schreck, auch „Vater der SS“ genannt, war Nationalsozialist der ersten Stunde. Er baute in der Hauptstadt der Bewegung die SA auf. Er war einer der ersten Leibwächter Hitlers sowie einer der ersten SS-Männer. Schreck starb jedoch bereits 1936 im Alter von 38 Jahren.
Der von ihm geführte Titel Oberleiter gilt als Vorläufer des späteren Titels Reichsführer SS.

### Ab 1926
Joseph Berchtold hatte die Führung der Münchner SA erhalten und übernahm 1926 den Rang von Schreck. Unter Berchtold wurde der Titel am 1. November 1926 in Reichsführer SS geändert, und es wurde bei der obersten SA-Führung die Dienststelle Reichsstaffelführer in der Obersten SA-Führung eingerichtet. Als Stellvertretenden Reichsführer SS setzte er Erhard Heiden ein (später war Berchtold Reichsführer SS außer Dienst).

### Ab 1927
Berchtold trat zurück, Heiden wurde zum RFSS und Heinrich Himmler zu dessen Stellvertreter ernannt. Nachdem Heiden Teile seiner Uniformen bei einem jüdischen Schneider hatte anfertigen lassen, entließ Hitler ihn am 5. Januar 1929 als Kommandant der SS. Heiden bat um seine gänzliche Entlassung aus der SS und wandte sich wieder der SA zu. Es wird allgemein angenommen, dass er später auf ausdrücklichen Befehl Himmlers durch den SS-Sicherheitsdienst ermordet wurde.

### 1929 bis 1945
Am 6. Januar 1929 wurde Himmler als Reichsführer SS eingesetzt. Diesen Titel gab es bis dahin lediglich innerhalb der SA (Reichsstaffelführer in der Obersten SA-Führung), ohne größere Bedeutung.
Am 20. Juli 1934 gliederte Hitler die SS aus der SA aus und die SS bekam nun die Kontrolle über die frühen KZ. Sie entwickelte sich zur eigenständigen Organisation der NSDAP und erreichte von allen sogenannten „NS-Kampforganisationen“ den größten Einfluss. Himmler hatte sich als Reichsführer SS neue Karriereperspektiven verschafft.
Hinter vorgehaltener Hand wurde der Reichsführer SS im vertrauten Kreis zuweilen mit dem Spottnamen „Reichsheini“ (nach Himmlers Vornamen) tituliert.
Seit dem 23. August 1934 war Himmler als Reichsleiter SS Adolf Hitler unterstellt und nur noch diesem verantwortlich. Taggleich wurde die Bezeichnung Reichsführer SS nun zu einem regulären Dienstgrad der SS. Da Himmler mit der Ernennung zum Stellvertretenden Chef und Inspekteur der preußischen Geheimen Staatspolizei (Gestapo) alle politisch-polizeilichen Befugnisse des Reiches in seiner Hand vereinigte, konnten sich schließlich mit dem folgenden, systematischen Errichten der neuen Konzentrationslager der organisierte Terror im Reich und Himmlers Macht verstärken.
Die später eingeführten SS-Dienstgrade Reichsarzt SS (Ernst-Robert Grawitz) und Verwaltungschef SS (Oswald Pohl) unterstanden Himmler als oberstem SS-Dienstherren. Auch die später eingeführte Organisation Sicherheitsdienst des Reichsführers SS (SD) unterstand, unter Leitung von Reinhard Heydrich, dem RFSS und diente unter anderem als Spionagedienst der SS.
Am 17. Juni 1936 wurde Himmler durch Erlass Hitlers auch Chef der deutschen Polizei, die inzwischen von einer Länder- in eine Reichsinstitution umgewandelt worden war, womit die organisatorische Verschmelzung von SS und Polizei förmlich dokumentiert war. In diesem Amt hatte er Befehlsgewalt über die reguläre uniformierte Polizei, die Feuerschutzpolizei und die Sicherheitspolizei, unterstand aber bis 1943 dem Reichsinnenminister Wilhelm Frick. Mit Himmlers neuer Dienstbezeichnung Der Reichsführer SS und Chef der Deutschen Polizei im Reichsministerium des Innern kam die ausdrücklich gewollte Vereinnahmung der (staatlichen) Polizei durch die (parteieigene) SS und damit jener zwei Ämter in seiner Person zum Tragen.
1939 wurde das SS- mit dem Polizeiwesen gleichgeschaltet und die zentralen Ämter der Sicherheitspolizei – das Hauptamt der Sicherheitspolizei, das Geheime Staatspolizeiamt (Gestapa) und das Reichskriminalpolizeiamt – mit dem (parteiamtlichen) Sicherheitsdienst-Hauptamt der SS (SD-HA) unter einem gemeinsamen Dach zusammengefasst. Die meisten Beamten der Sicherheits- und Ordnungspolizei wurden in die SS überführt. Ihrem Polizei-Dienstgrad war nun auch ein SS-Dienstgrad zugeordnet.

### Ab 29. April 1945
In seinem politischen Testament vom 29. April 1945 enthob Hitler Himmler seines Amtes und bestimmte den Gauleiter Karl Hanke – auch als „Henker von Breslau“ bekannt geworden – zum neuen und letzten Reichsführer SS.

## Rangfolge und Insignien
Dieser SS-Rang entsprach dem damaligen Generalfeldmarschall der Wehrmacht.
| Dienstgrad                         |                        |               |
| niedriger: SS-Oberst-Gruppenführer | Reichsführer SS (RFSS) | höher: keiner |

Rangabzeichen und Insignien
Schulterstück
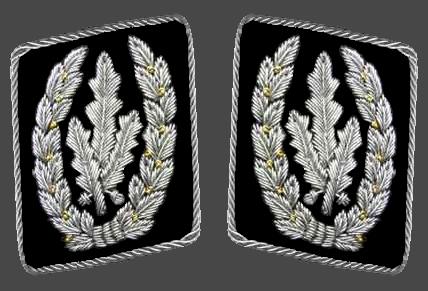
Kragenspiegel
Tarnanzug
Kommandoflagge für Kfz
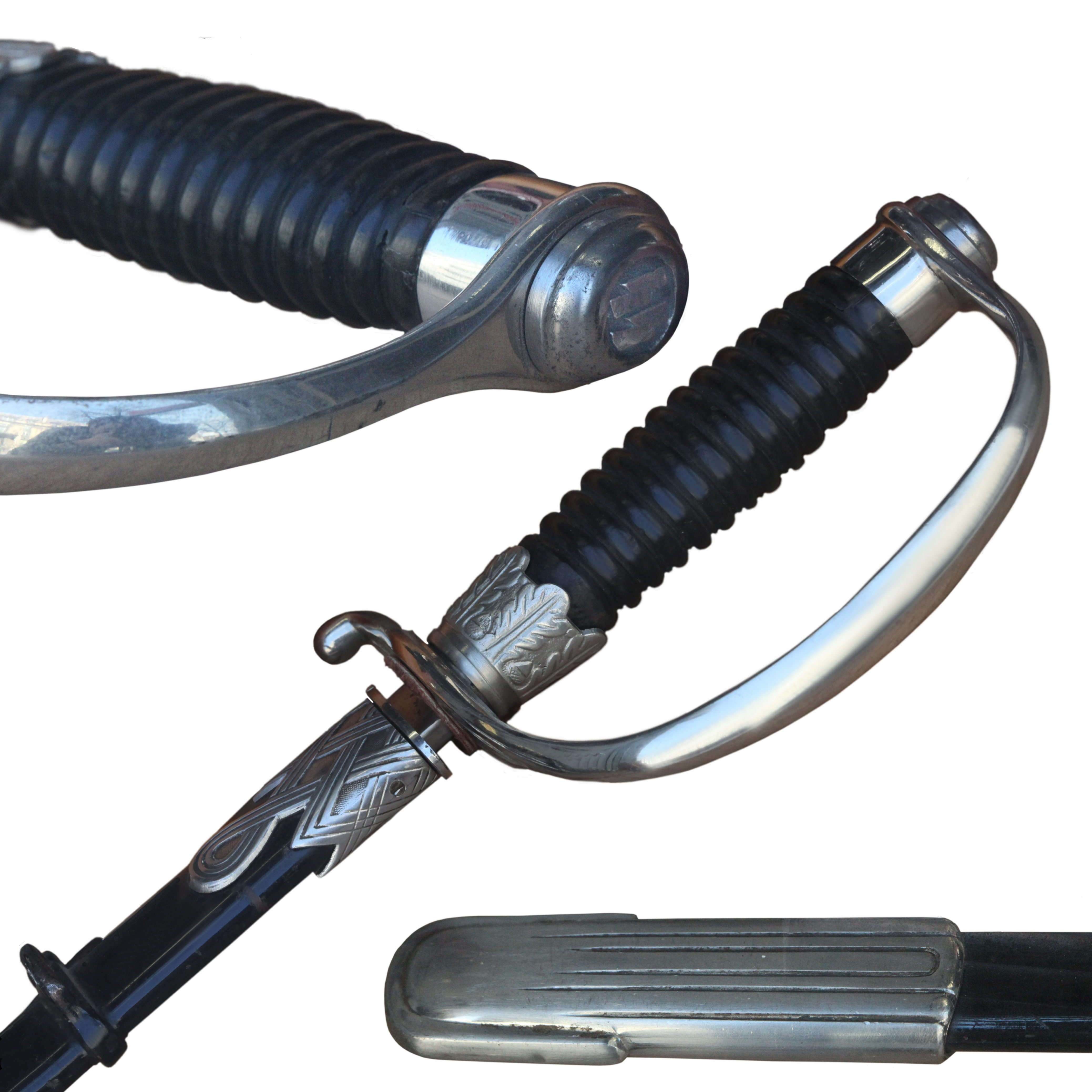
Ehrendegen Reichsführer SS